# Lukas Mähr
Lukas Mähr, född 23 april 1990 i Bregenz är en österrikisk seglare.
I sitt första OS, de olympiska sommarspelen 2024 vann han OS-guld i 470 (mixed) tillsammans med Lara Vadlau. De bar också tillsammans den österrikiska fanan vid avslutningsceremonin. Hans största merit sedan tidigare var en bronsmedalj från VM 2017. 